# Cortodera syriaca
Cortodera syriaca är en skalbaggsart. Cortodera syriaca ingår i släktet Cortodera och familjen långhorningar.

## Underarter
Arten delas in i följande underarter:
- C. s. syriaca
- C. s. nigroapicalis